# Satrapanus grayi
Genre
Espèce
Synonymes
- Sundochernes grayi Beier, 1976

Satrapanus grayi, unique représentant du genre Satrapanus, est une espèce de pseudoscorpions de la famille des Chernetidae.

## Distribution
Cette espèce est endémique de l'île Lord Howe à l'est de l'Australie.

## Description
La femelle holotype mesure 2,5 mm.
Les mâles mesurent de 1,68 à 2,03 mm et les femelles de 1,91 à 2,78 mm.

## Étymologie
Cette espèce est nommée en l'honneur de Michael R. Gray.

## Publications originales
- Beier, 1976 : The pseudoscorpions of New Zealand, Norfolk, and Lord Howe. New Zealand Journal of Zoology, vol. 3, no 3, p. 199-246 (texte intégral).
- Harvey & Volschenk, 2007 : A review of some Australasian Chernetidae: Sundochernes, Troglochernes and a new genus (Pseudoscorpiones). Journal of Arachnology, vol. 35, no 2, p. 238-277 (texte intégral).